# Ibráhím (chalífa)
Ibráhím (? – 25. leden 750), celým jménem Ibráhím ibn al-Valíd, byl arabský chalífa z roku Umajjovců v roce 744. Bratr chalífy Jazída III.

## Vláda
Ibráhímova vláda je spíše epizodickou událostí v dějinách umajjovského chalífátu. Jako chalífa nebyl všeobecně uznán. Ihned proti němu vystoupil Marván ibn Muhammad, který se prohlásil ochráncem synů al-Valída II., kteří byli věznění v Damašku. Spojil se s kmenem Kajs a podařilo se mu získat převahu nad kmenem Kalb, který stál na straně Ibráhímově. Ibráhím poté uzavřel dohodu s Marvánem a za záruky svobody a osobní bezpečnosti uznal Marvánovu vládu.